# 青雲澄みて
うるま市歌「青雲澄みて」（うるましか あおぐもすみて）は、沖縄県うるま市が制定した市歌である。作詞・知念仁照、補作・うるま市市歌検討委員会、作曲・普久原恒勇。
本項では、合併前の各市町が制定していた旧市町歌についても解説する。

## 解説
2005年（平成17年）4月1日に具志川市、石川市、中頭郡勝連町、同与那城町の4市町合併により成立したうるま市の市歌である。制定意義は「市民の融和と郷土愛の高揚を図り、うるま市を広くアピールする」こととされている。歌詞の応募総数は159篇で、2007年（平成19年）9月10日付の告示第131号により制定。平成の大合併で新設合併により成立した自治体では、合併協議会において新市歌の制定を取り決めても長期間にわたり履行されないまま放置されることも珍しくない中、うるま市の場合は合併から2年弱と短期間でスムーズに制定された。市では「新年式や成人式等のイベント時に歌われている」としている。
うるま市に関連する市歌以外の楽曲としては2010年（平成22年）6月15日に合併5周年を記念して制定された市民音頭「うるま市音頭」（作詞・石井昭吉、補作・うるま市市民音頭検討委員会、作曲・神谷幸一）があり、市歌とカップリングした自主製作のCDを市役所企画課企画開発係で頒布している。

## 前身各市町の自治体歌
うるま市の前身となる具志川市、石川市および勝連町、与那城町はいずれも市町歌を制定していた。合併後のうるま市の公式サイトでは一時期これらの楽曲が「旧市町の歌・音頭」のページを設けて紹介されていたが、2023年（令和5年）4月時点では消去されている。

### 具志川市歌
「具志川市歌」（ぐしかわしか）は、1978年（昭和53年）12月28日に制定された。作詞・平田嗣水、作曲・普久原恒勇で、市民音頭「具志川かりゆし音頭」と合わせてマルフクレコードがシングル盤（規格品番：FF-235）を製造している。

### 石川市歌
「石川市歌」（いしかわしか）は、1980年（昭和55年）11月22日に制定された。

### 勝連町歌
「勝連町歌」（かつれんちょうか）は、1979年（昭和54年）3月14日に制定された。

### 与那城町の歌
「与那城町の歌」（よなしろちょうのうた）は、1977年（昭和52年）3月5日に「与那城村の歌」（よなぐすくそんのうた）として制定され、1994年（平成6年）の町制施行に伴い改題された（この際に自治体名の読みと合わせて歌詞も「よなぐすく」から「よなしろ」へ変更されている）。